# Mount Walshe
Mount Walshe är ett berg i Antarktis. Det ligger i den centrala delen av kontinenten. Nya Zeeland gör anspråk på området. Toppen på Mount Walshe är 2 050 meter över havet, eller 253 meter över den omgivande terrängen. Bredden vid basen är 1,3 km.
Terrängen runt Mount Walshe är kuperad västerut, men österut är den platt. Trakten är obefolkad. Det finns inga samhällen i närheten. 